# Ernst Hoferichter
Ernst Hoferichter (* 19. Januar 1895 in München; † 3. November 1966 ebenda) war ein deutscher Schriftsteller, Journalist und Schauspieler.

## Leben
Im Ersten Weltkrieg war er Offiziers-Aspirant beim Bayerischen Leibregiment.
Hoferichter studierte an den Universitäten in Freiburg und München Philosophie, Psychologie und Literaturwissenschaften. Nach seinem Studium stand er u. a. mit Karl Valentin und Liesl Karlstadt auf der Bühne. Das Schauspiel hatte er bei Otto Falckenberg erlernt.
Er arbeitete für den Simplicissimus und die Jugend.
Er machte mit seiner Frau eine Weltreise und berichtete in mehreren Zeitungen darüber.
Sein besonderes Interesse galt der Graphologie. In mehreren Kriminalprozessen wurde er vom Gericht als graphologischer Gutachter hinzugezogen.
1949 schlug er dem Münchner Verleger W. E. Freitag (bei dem Der Simpl erschien) vor, die Zeitschrift Der neue Pitaval mit ihm als Herausgeber zu starten. 
Sein Konzept: Interessante Kriminalfälle, auch ungeklärte, sollten – neu recherchiert und psychologisch durchleuchtet – spannend und niveauvoll erzählt werden. 
Es erschienen nur drei Ausgaben, dann wurde die Zeitschrift aus wirtschaftlichen Gründen eingestellt. 
1962 wurde er mit dem Schwabinger Kunstpreis und dem Bayerischen Poetentaler ausgezeichnet.
Nach seinem Tod setzte seine Frau die Stadt München als Erbe ein und verpflichtete sie, eine Stiftung zu gründen, die Münchener Schriftsteller ehren solle, die sich durch „Originalität mit Weltoffenheit und Humor“ auszeichneten. Seit 1975 wird daher der Ernst-Hoferichter-Preis verliehen.

## Nachlass
Ein Nachlassteil wird im Stadtarchiv München aufbewahrt, ein weiterer im Literaturarchiv der Monacensia im Hildebrandhaus.